# گوچا (روستا)
گوچا (به صربی: Guča) یک منطقهٔ مسکونی در صربستان است که در لوچانی واقع شده‌است. گوچا ۲۵٫۷۲ کیلومتر مربع مساحت و ۱٬۹۵۵ نفر جمعیت دارد.